# Jure Balkovec
Jure Balkovec (Novo mesto, 9 september 1994) is een Sloveens voetballer, die doorgaans speelt als linkervleugelverdediger. Balkovec werd in augustus 2019 door Empoli FC gehuurd van Hellas Verona. Balkovec is sedert oktober 2018 Sloveens international.

## Clubcarrière
Balkovec doorliep de jeugdreeksen van Bela Krajina en promoveerde in de terugronde van het seizoen 2010/11 in de eerste ploeg. Op 11 maart 2011 maakte hij zijn debuut voor het eerste elftal. In de met 0–2 verloren wedstrijd tegen NK Dob speelde hij de volledige wedstrijd. Het daaropvolgende seizoen maakte Balkovec de overstap naar NK Domžale, uitkomend in de hoogste Sloveense afdeling. Op 20 augustus 2011 mocht Balkovec de wedstrijd tegen ND Gorica starten en werd zeventien minuten voor tijd vervangen ten voordele van Alen Kavcic. Met uitzondering van twee uitleenbeurten aan NK Krka en NK Radomlje bleef Balkovec tot januari 2018 bij Domžale. Vervolgens maakte hij de overstap naar FC Bari. In augustus 2018 tekende Balkovec een contract voor drie seizoenen bij Hellas Verona. In het seizoen 2019/20 werd Balkovec voor een seizoen verhuurd aan Empoli FC.

## Clubstatistieken
| Seizoen   | Club          | Competitie | Competitie | Competitie | Beker | Beker | Internationaal | Internationaal | Totaal | Totaal |
| Seizoen   | Club          | Competitie | Wed.       | Dlp.       | Wed.  | Dlp.  | Wed.           | Dlp.           | Wed.   | Dlp.   |
| --------- | ------------- | ---------- | ---------- | ---------- | ----- | ----- | -------------- | -------------- | ------ | ------ |
| 2010/11   | Bela Krajina  | 2. liga    | 11         | 0          | O     | 0     | —              | —              | 11     | 0      |
| 2011/2012 | NK Domžale    | 1. liga    | 12         | 1          | 0     | 0     | —              | —              | 12     | 1      |
| 2012/13   | NK Domžale    | 1. liga    | 22         | 1          | 0     | 0     | —              | —              | 22     | 1      |
| 2013/14   | NK Domžale    | 1. liga    | 4          | 0          | 1     | 0     | 1              | 0              | 6      | 0      |
| 2013/14   | → NK Krka     | 1. liga    | 4          | 0          | 0     | 0     | —              | —              | 4      | 0      |
| 2014/15   | → NK Radomlje | 1. liga    | 29         | 0          | 1     | 0     | —              | —              | 30     | 0      |
| 2015/16   | NK Domžale    | 1. liga    | 10         | 1          | 1     | 0     | —              | —              | 11     | 1      |
| 2016/17   | NK Domžale    | 1. liga    | 30         | 5          | 4     | 0     | 3              | 0              | 37     | 5      |
| 2017/18   | NK Domžale    | 1. liga    | 14         | 1          | 0     | 0     | 8              | 2              | 22     | 3      |
| 2017/18   | FC Bari       | Serie B    | 12         | 0          | 0     | 0     | —              | —              | 12     | 0      |
| 2018/19   | Hellas Verona | Serie B    | 16         | 0          | 1     | 0     | —              | —              | 17     | 0      |
| 2019/20   | → Empoli FC   | Serie B    | 7          | 0          | 1     | 0     | —              | —              | 8      | 0      |
| Totaal    | Totaal        | Totaal     | 171        | 9          | 9     | 0     | 12             | 2              | 192    | 11     |

Bijgewerkt op 9 oktober 2019.

## Interlandcarrière
Balkovec doorliep de nationale jeugdploegen. Op 16 oktober 2018 maakte hij zijn nationaal debuut tegen Cyprus, een wedstrijd in het kader van de Nations League. Balkovec mocht 32 minuten voor tijd het veld betreden nadat Bojan Jokić het velde diende te verlaten naar aanleiding van een blessure. De wedstrijd eindigde op 1–1. Balkovec werd op 7 juni 2024 door bondscoach Matjaž Kek opgenomen in de Sloveense selectie voor het EK 2024 in Duitsland. Slovenië speelde in de groepsfase gelijk tegen Denemarken, Servië en Engeland, waarna het in de achtste finales na strafschoppen werd uitgeschakeld door Portugal, mede door een gemiste strafschop van Balkovec. Balkovec kwam in actie tegen Engeland en Portugal.